# Mindoroblomsterpickare
Mindoroblomsterpickare (Dicaeum retrocinctum) är en mycket liten fågel i familjen blomsterpickare inom ordningen tättingar.

## Utseende och läte
Mindoroblomsterpickaren är en mycket liten (10 cm) fågel. Ovansidan är blåglansigt svart med en röd krage i nacken. Den är vidare svart på strupe och bröst med en röd fläck i strupens mitt. Ett rött streck löper nerför bröstet och bukens mitt, inramat i svart. Resten av undersidan är vitaktig. Näbben är tunn och lång. Sången består av en serie tunna och ljusa behagliga toner, medan lätet är ett hårt "tup tup".

## Utbredning och systematik
Fågeln förekommer i norra Filippinerna (Mindoro), enstaka fåglar till Panay och Negros. Den behandlas som monotypisk, det vill säga att den inte delas in i några underarter.

## Status och hot
Mindoroblomsterpickarens levnadsmiljö minskar i både omfång och kvalitet. Den är dock fortfarande vida spridd och verkar tolerera av människan påverkade miljöer. IUCN kategoriserar den som nära hotad.